# سينثيا ليونارد
سينثيا ليونارد (بالإنجليزية: Cynthia Leonard)‏ هي ناشطة حق المرأة بالتصويت ‏ أمريكية، ولدت في 28 فبراير 1828 في بوفالو في الولايات المتحدة، وتوفيت في 1908.